# 卡利科960衝鋒槍
卡利科960（英語：Calico M960，也译为凯立克式滚筒冲锋枪）是一款由美国槍械製造商卡利科轻兵器於1990年研製的彈筒供彈式冲锋枪，發射9×19公釐帕拉貝倫口徑手枪子彈。
其全自動版本面向給軍隊和執法機關出售，而平民僅可購買半自動卡賓槍版本。

## 設計
卡利科960衝鋒槍最大的特點就是其高容量的圓柱形螺旋供彈可拆卸式彈筒、伸縮式槍托和塑料槍身。其彈筒是由設計師邁克爾·米勒和沃倫斯·托克頓於1985年設計。彈筒內部的子彈會沿著螺旋導槽，並且以螺旋方式排列，一直延伸到供彈口。它安裝於槍托的上方，令其在一個比較狹窄的空間內的彈數都可以維持在50—100發以內。其保險桿設置於扳機前方。照門則為塑料彈筒外殼的一部分。卡利科960衝鋒槍在射擊後彈殼會像FN P90般向下拋掉。另外其護木下的前握把亦有助減少後座力，從而提升射擊精度。
儘管於當時在設計上可算是十分的前衛，卡利科系列槍械的螺旋供彈系統顯得較為複雜，而且很容易出現卡彈故障。因此該系列在市場上長期銷售不佳，也從沒有任何軍隊和執法機關大量採用。

## 使用國
- 中華民國
  - 中華民國陸軍高空特種勤務中隊
- 土耳其

## 流行文化

### 电影
- 1995年—《给爸爸的信》：由军火商所使用。
- 1996年—《黑侠》：为杀手部队701所使用。

### 电子游戏
- 2000年—《三角洲特种部队：大地勇士》。作为次要武器出现，被敌我双方所使用，适合近战，容弹量大，射速快容弹大，但远距离射击精度低威力小。
- 2012年—《战争前线》：型号为M951、M955和M960：
  - M951被命名为“Calico M951S”，奇怪的被视为狙击枪，全自动射击，固定枪托，加装镜桥和狙击镜，护木加装战术导轨，使用30发螺旋式弹筒供弹，为狙击手专用武器，可以改装枪口配件（通用消音器、狙击枪消音器、狙击枪制退器）、战术导轨配件（狙击枪双脚架、特殊狙击枪双脚架）以及瞄准镜（狙击枪5.5x瞄准镜、狙击枪4.5x中程瞄准镜、狙击枪4x短程瞄准镜、狙击槍5x快速瞄准镜）。
    - 中国大陆服务器为K点购买，欧美与俄罗斯服务器为抽奖武器。

  - M955被命名为“Calico M955A”，奇怪的被视为卡宾枪，全自动射击，伸缩枪托，加装镜桥，去除了前握把改为战术导轨，使用50发螺旋式弹筒供弹，为步枪手专用武器，高级解锁，并可以改装枪口配件（通用消音器、突击消音器、突击制退器、突击刺刀）、战术导轨配件（通用握把、突击握把、突击握把架、枪挂型榴弹发射器）以及瞄准镜（EOTECH 553全息瞄准镜、绿点全息瞄准镜、ELCAN SpecterDS瞄准镜、红点瞄准镜、步枪高级瞄准镜、Trijicon ACOG瞄准镜，拥有雪地迷彩涂装版本，强化威力与精准度。
    - 雪地迷彩版本枪口与瞄准镜配件自带涂装，并且无需解锁即可使用。中国大陆服务器为活动武器，欧美与俄罗斯服务器可以通过通关生存模式“冷锋行动”奖励箱或抽奖获得。

  - M960被命名为“Calico M960A”，全自动射击，伸缩枪托，加装镜桥，去除了前握把改为战术导轨，使用50发螺旋式弹筒供弹，为工程兵专用武器，可以改装枪口配件（通用消音器、冲锋枪消音器、冲锋枪制退器、冲锋枪刺刀）、战术导轨配件（通用握把、冲锋枪握把、冲锋枪握把架）以及瞄准镜（EOTECH 553全息瞄准镜、绿点全息瞄准镜、红点瞄准镜、冲锋枪普通瞄准镜、冲锋枪高级瞄准镜、冲锋枪专家瞄准镜）。
    - 中国大陆服务器为专家解锁，欧美与俄罗斯服务器为K点武器。
- 2014年—：命名為“M960”。

## 外部連結
- （英文）—官方網站（页面存档备份，存于）
- （英文）—Modern Firearms—Calico M960 submachine gun （页面存档备份，存于）
- （英文）—The Firearm Blog.com—
  - Odd Guns: The Calico M-900 9mm （页面存档备份，存于）
  - Top 5 Weirdest Guns（页面存档备份，存于）
  - Calico Field Strip (100 Round 9mm Magazine!) （页面存档备份，存于）
- （英文）—Military, Security and Civilian Guns and Equipment—Calico M960 （页面存档备份，存于）
- （简体中文）—D Boy Gun World（槍炮世界）—卡利科枪族 （页面存档备份，存于）